# Taylor Gun-Jin Wang
Taylor Gun-Jin Wang dr. (Sanghaj, Kína, 1940. június 16.–) amerikai űrhajós.

## Életpálya
1967-ben az University of California (Los Angeles) (UCLA) keretében fizikából szerzett diplomát. 1968-ban ugyanitt doktorált, 1971-ben megvédte (áramlástan, szilárdtestfizika) doktorátusát, professzor. 1992-ben tudósként csatlakozott California Institute of Technology Jet Propulsion Laboratory-hoz (JPL). 1975-től amerikai állampolgár. 20 amerikai, tudományos szabadalom tulajdonosa.
1983. június 5-től a Lyndon B. Johnson Űrközpontban részesült űrhajóskiképzésben. Egy űrszolgálata alatt összesen 7 napot, 00 órát, 8 percet és 46 másodpercet töltött a világűrben. Űrhajós pályafutását 1985. május 6-án fejezte be.
A Vanderbilt Egyetem (Tennessee) professzora.

## Űrrepülések
STS–51–B, a Challenger űrrepülőgép 7. repülésének kutatás specialistája. Az Európai Űrügynökség (ESA) Spacelab–3 laboratórium egyik specialistája. Egy űrszolgálata alatt összesen 7 napot, 00 órát, 8 percet és 46 másodpercet (168 óra) töltött a világűrben. 4 651 621 kilométert (2 890 383 mérföldet) repült, 111 alkalommal kerülte meg a Földet.

## Írásai
70 tudományos cikk szerzője.